# Colegiata de San Patricio
La antigua colegiata de San Patricio de Lorca (aunque comúnmente sigue siendo llamada colegiata de San Patricio), es un edificio de estilo renacentista declarado Monumento Histórico-Artístico Nacional por decreto del 27 de enero de 1941.
La Colegiata es la piedra angular del conjunto monumental de la Plaza de España, junto al Ayuntamiento, el Palacio del Corregidor y las Salas Capitulares.
Esta Colegiata es el templo más importante de España que se encuentra bajo la advocación de San Patricio, aunque no el único como erróneamente suele afirmarse. La dedicación al santo irlandés tiene su origen en la batalla de Los Alporchones, librada el 17 de marzo de 1452 (día de San Patricio), y que enfrentó a los habitantes de la ciudad y de otras partes del antiguo reino de Murcia con huestes musulmanas procedentes de Granada que habían asolado la comarca de Cartagena.
Las obras comenzaron, por bula del papa Clemente VII, en 1533 sobre la vieja iglesia de San Jorge. La construcción, no exenta de problemas, se dilató hasta 1780 siguiendo el proyecto de Jerónimo Quijano, maestro de las Obras del Obispado de Cartagena. Concebida con aires catedralicios, su interior se articula en tres naves, doce capillas laterales en los contrafuertes, coro y trascoro, girola con capillas radiales y torre-campanario en la cabecera. También es de destacar el elevado crucero.

## La traza de San Patricio

### El arquitecto
Las obras de la Iglesia Colegial de San Patricio comenzaron en 1533 tras la bula de erección del Papa Clemente VII sobre la vetusta y modesta Iglesia de San Jorge, pero el autor de la traza de la Iglesia lorquina es a día de hoy desconocido. A lo largo de la historia se ha especulado sobre el origen de dicha traza. La creencia popular afirma que los planos vinieron junto con la bula papal directamente desde Roma, pero el análisis comparativo entre los esquemas constructivos de San Patricio y de la Catedral de Murcia hacen esta hipótesis poco probable.

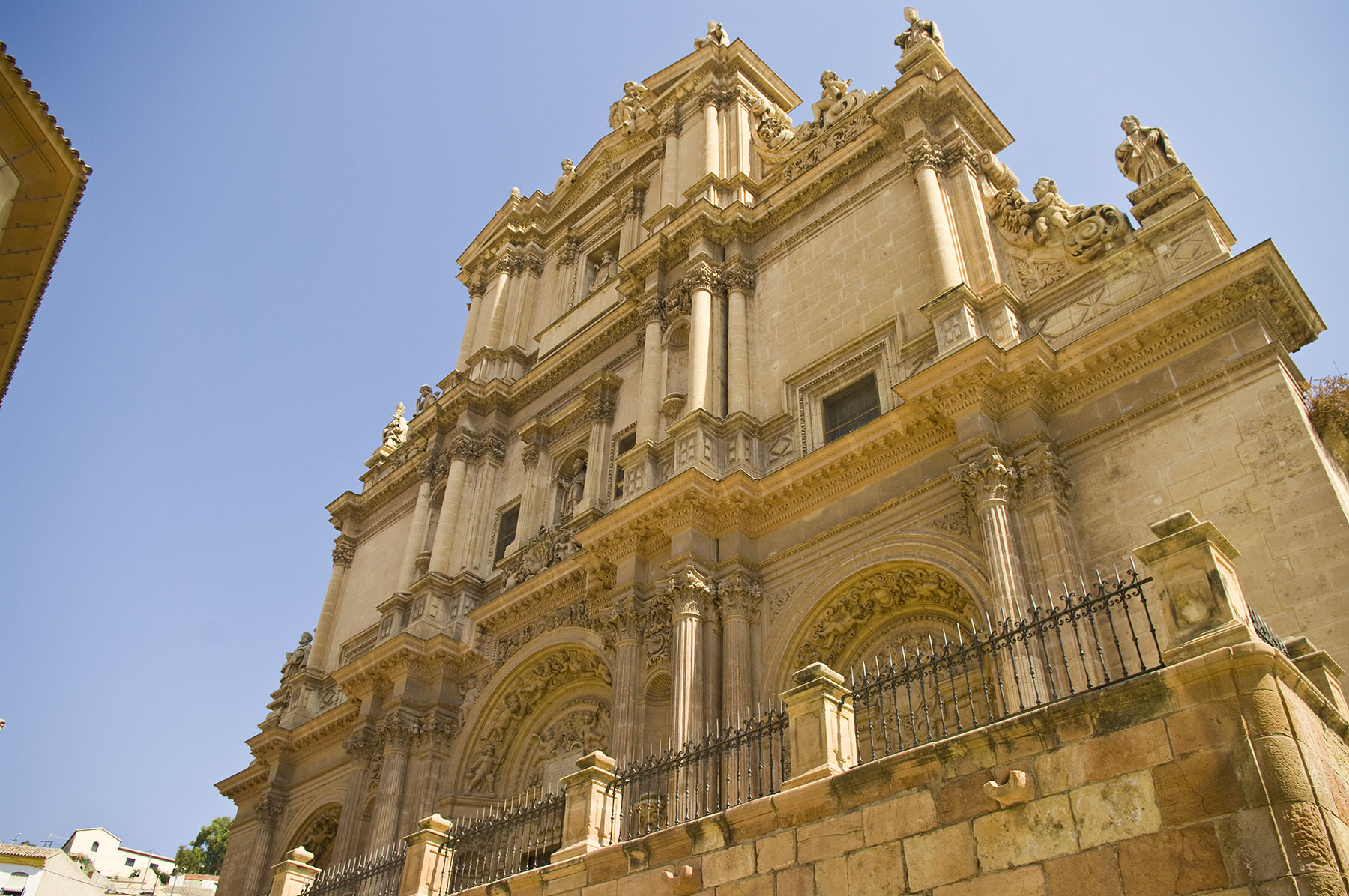
Vista de la monumental fachada de San Patricio

La Colegial de San Patricio se erigió, en buena medida, por el empuje de la burguesía local que buscaba un proyecto que dignificara la imagen de su pujante ciudad. Si el nuevo templo se construiría inspirándose en la vecina catedral, es más lógico suponer que el autor de la traza de San Patricio fuera un arquitecto que ya trabajaba en esta zona del sureste español.
Las plantas de San Patricio y de la Catedral murciana muestran un parecido más que evidente: tres naves siendo más amplia la central, capillas laterales entre los contrafuertes y capillas radiales en la girola, así como torre-campanario en la girola que aloja la Sacristía, y elevado crucero.
Será Joaquín Espín Rael quien identifique por primera vez a Jerónimo Quijano como autor de la traza de San Patricio, tras consultar los fondos de la Colegial (desaparecidos en la Guerra Civil) y del Concejo lorquino. Quijano actuaba desde 1526 como Maestro Mayor de la Catedral de Murcia; siendo el arquitecto de mayor prestigio en la zona, es muy probable que recibiera el encargo de trazar el que estaba destinado a ser el segundo templo en importancia, y única Colegial, de la Diócesis de Cartagena. La presencia de Jerónimo Quijano en Lorca durante esos años queda probada por la cantidad de encargos que recibió del Concejo lorquino entre los que se encuentran las Carnicerías, un azud en el río Guadalentín y un puente sobre el mismo.

### Los canteros
La pérdida de gran parte de los archivos de la Colegial durante la Guerra Civil a manos de anarquistas, produjo un daño irreparable al destruir un legado documental de gran valor histórico.
El primer cantero documentado que trabajó en la obra de San Patricio fue el maestro Lope, que muy probablemente actuó también como aparejador de la obra. Tras Lope, fueron los hermanos vizcaínos Domingo y Martín de Plasencia, residentes en Lorca y responsables de otros trabajos efectuados en aquellos años en la ciudad. Más adelante se unirían a la historia de San Patricio otros nombres como Sebastián Bocanegra, Lorenzo Goenaga, Jerónimo de Urreta o Diego de Villavona para hacerse cargo de la dirección de las obras.
Ya en el siglo XVII, serán Andrés Goenaga, Garzón Soriano, Pérez Crespo y Melchor de Luzón los responsables de dirigir la finalización del transepto, naves laterales y la cubierta del conjunto. En el siglo XVIII aparecen los nombres de Ortiz de la Jara, Salvador y Diego de Mora o Sánchez Fortún ligados a las obras de la Colegial.

## La construcción de San Patricio

### Evolución de las obras en elsigloXVI
Las obras de construcción de San Patricio estarán marcadas a lo largo de su historia por las continuas interrupciones. Así, mientras el Concejo de la ciudad había previsto una duración de 8 años para las obras, éstas se extenderán por casi 250.
Las interrupciones estaban ocasionadas por la falta de medios económicos para afrontar una obra de tal magnitud, así como por los pleitos que tuvo que afrontar el Cabildo de la Colegial por los derechos de enterramiento adquiridos por muchas familias en la Iglesia de San Jorge y que ahora pretendían hacer efectivos en San Patricio.
Las obras comenzaron en la Capilla Mayor, y pronto se concluirían la cabecera de la Iglesia y el primer cuerpo de la torre donde está ubicada la Sacristía. En una segunda fase, a partir de 1553, se levantarían el resto de capillas de la girola, parte del crucero con el arranque de sus pilares y la cubierta de todo el conjunto. En el exterior, se realizaba la portada lateral del lado de la Epístola y los dos primeros cuerpos de la torre-campanario.

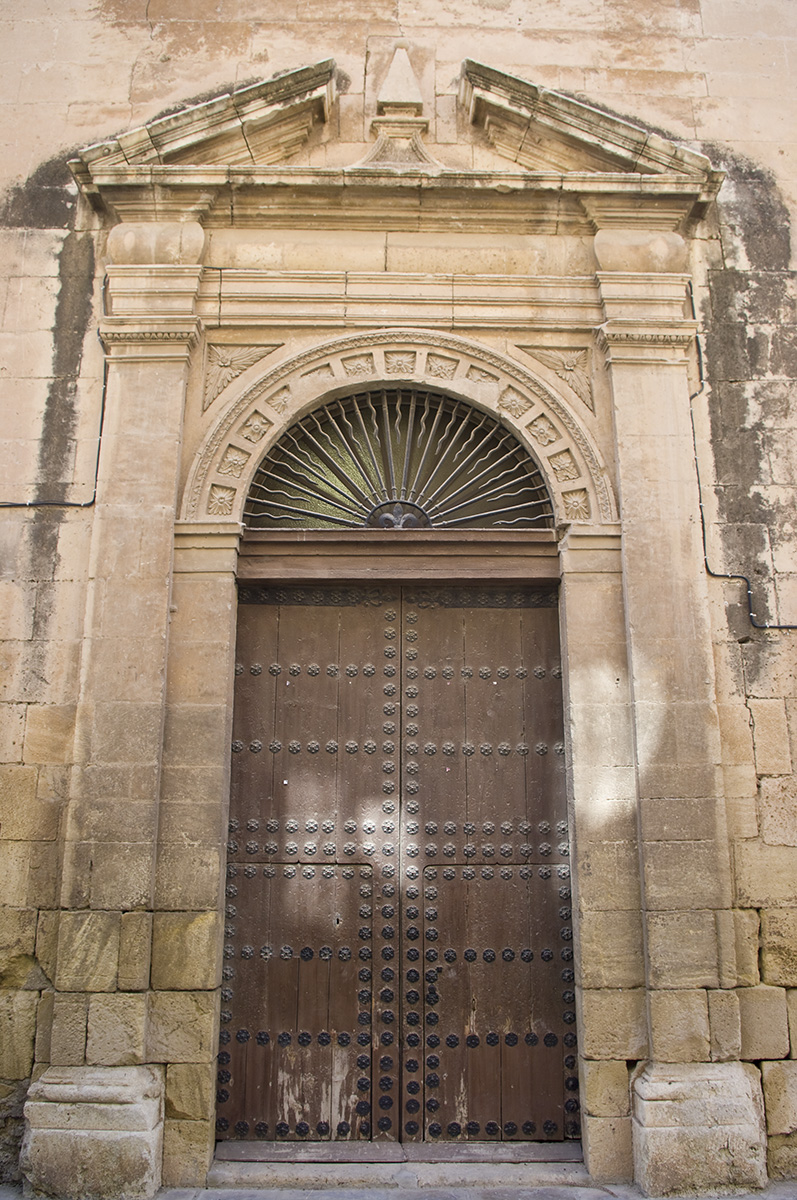
Portada renacentista del lado de la Epístola

Los materiales empleados para la construcción son locales, pues se empleó piedra de las canteras del río y Murviedro, ideales por su gran dureza.
Con respecto al sistema de cubierta empleado en San Patricio, se alternan las bóvedas de crucería de tradición gótica empleados en la girola y sus capillas (la parte más antigua del templo), con las bóvedas ya típicamente renacentistas de la Sacristía, la Capilla Mayor y la Capilla del Sacramento, inspiradas en la obra Andrés de Vandelvira, con quien trabajó en su juventud Jerónimo Quijano.

### ElsigloXVII
A lo largo del siglo XVII las obras de San Patricio se verán afectadas por más penurias y retrasos que en la centuria anterior.
Inmersa la ciudad en una profunda crisis, y comprometidos por tanto los fondos del Concejo lorquino, no había dinero para la obra de la Colegial mientras no se resolvieran otras urgencias que en el caso del Sureste español siempre están relacionadas con el agua. Junto a la endémica escasez de agua, hay que sumar los brotes de peste bubónica y los terremotos que asolaron el Levante español a lo largo de la centuria. Por este motivo, a lo largo del siglo los trabajos arquitectónicos que se realicen se verán limitados a levantar muros lisos que delimitan el perímetro de San Patricio.
Hacia 1640 se realizaba la sillería del Coro por obra de carpintero Andrés García Ramos. Dicha sillería se componía de 29 sillas altas y 23 bajas.
La falta de medios económicos llegó a tal punto que en 1679 se hacía petición expresa a la Corona para que aumentase su ayuda en la construcción. De este modo, con la respuesta afirmativa de Carlos II, se iniciaba el trabajo de mayor envergadura realizado en todo el siglo con el levantamiento, a partir de 1694, de la monumental fachada barroca dirigida por el arquitecto José de Vallés.

### ElsigloXVIII
El siglo XVIII verá por fin la finalización de las obras en San Patricio. Con el perímetro de la Iglesia culminado en el siglo anterior, los trabajos ahora se centrarán en la cubierta de la Colegiata.
Dadas las especiales características de la fábrica de San Patricio para la cubrición de las naves se optará por la bóveda de ladrillo de vuelta por arista. Junto a la cubierta se culminará el enlosado de la Iglesia, las paredes del Coro, el trascoro, el último cuerpo de la torre y el carrerón que da acceso a la portada del lado del Evangelio.
De esta manera, a finales del siglo XVIII alcanzaba San Patricio el aspecto que podemos contemplar hoy día.

## Exterior de San Patricio

### Imafronte

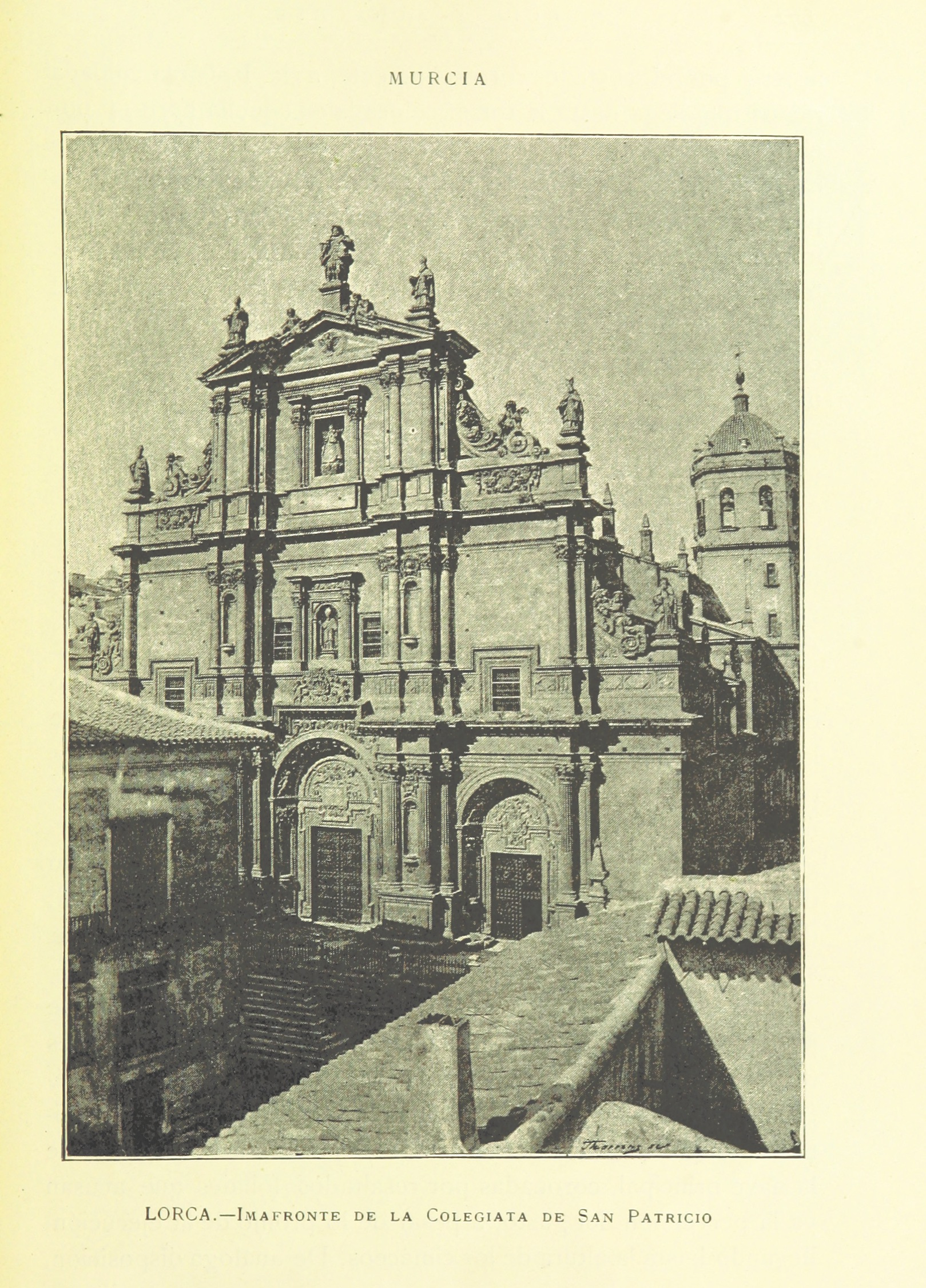
Imafronte de la colegiata de San Patricio en el siglo XIX

La fachada principal de San Patricio, por su belleza y monumentalidad, constituye uno de los elementos más destacados de la Colegiata lorquina. Fue erigida entre 1694 y 1704 por José de Vallés, entonces maestro mayor de las obras de la Colegial. Junto a él trabajó un equipo de canteros y escultores entre los que destacan Salvador y Diego de Mora, Félix Vallés (hijo de José de Vallés) o Martínez de la Vega; y encargados del trabajo escultórico: Manuel Caro, Agustín Pareja y los hermanos Salvador y Jerónimo Caballero. Junto a la fachada de la Catedral de Murcia, y la Basílica de la Vera Cruz de Caravaca, constituyen los tres únicos ejemplos de imafrontes o fachadas monumentales de la Región de Murcia, todos de estilo barroco.
En este imafronte se manifiesta la fusión de las influencias arquitectónicas granadinas y valencianas, tan frecuente en el sureste de España, si bien en San Patricio también hay quien afirma que se puede observar cierta influencia de las fachadas jesuíticas en la sobria decoración de los dos cuerpos superiores de la fachada.
Nos encontramos ante una obra de clara factura barroca en cuyo desarrollo aparecen elementos netamente clásicos, como columnas, hornacinas, pedestales, etc., que le imprimen un cierto carácter clasicista. La fachada se articula en tres cuerpos y cinco calles, que reproducen al exterior la estructura interna del edificio.
- El primer cuerpo

El cuerpo inferior fue concebido a modo de arco de triunfo, y está compuesto por cinco calles. Las tres calles centrales, que contienen los accesos al templo, se corresponden con las naves del templo, y las dos calles exteriores, exentas de toda decoración, a las capillas laterales.
En contraposición con el paramento liso de las calles exteriores, las tres calles centrales presentan una decoración exultante. Cada una de estas calles centrales está formada por un arco de medio punto (de mayores dimensiones el central), en cuyo interior se abren sendos vanos adintelados. La importancia de la nave central con respecto a las laterales, y de éstas con respecto a las calles exteriores, se manifiesta mediante el mayor resalte de los estribos y una mayor profusión de columnas y pilastras. En este primer cuerpo encontramos columnas estriadas, con doble y alternante acanaladura en su parte inferior, de orden corintio, que apoyan en un potente pedestal.
Las columnas sostienen un entablamento clásico formado por un arquitrabe de tres bandas lisas y escalonadas, y un friso exento de decoración. El remate del primer cuerpo lo constituye una volada cornisa.
La decoración de los arcos de las naves centrales consiste en una pléyade de niños en multitud de posiciones, vástagos y guirnaldas de flores y frutos. Esta decoración a base de niños es muy poco común en España. Apenas se pueden encontrar ejemplos similares, como el Arco de Jaemete de la Catedral de Cuenca.
- Segundo cuerpo

El segundo cuerpo está compuesto por tres calles. La continuidad con el primero queda asegurada por volutas decoradas y santos sobre pedestales. Este segundo cuerpo se erige sobre un basamento tableado de clara influencia granadina, y respeta la disposición de columnas y pilastras del primer cuerpo, pero ahora éstas presentan fuste liso, y son de orden compuesto. De nuevo las columnas sostienen un arquitrabe sobre el que se eleva una cornisa menos voluminosa que la del primer cuerpo.
En la calle central, presidiendo la fachada, existe una hornacina rectangular con la imagen de San Patricio con vestiduras episcopales. Dicha hornacina se halla flanqueada por sendas columnas de fustes estriados y pilastras cajeadas. A ambos lados de la hornacina se abren sendas ventanas adinteladas que iluminan la nave central del templo.
Las dos calles laterales están exentas de decoración, y en ellas, a la altura de los pedestales, se abren sendas ventanas cuadradas decoradas con una sencilla moldura.
- El tercer cuerpo

El tercer cuerpo mantiene de nuevo el ritmo de los estribos con los dos cuerpos inferiores. En este último cuerpo se vuelve a emplear el orden compuesto, aunque desaparecerán las hornacinas de los intercolumnios. Reducido ahora a una única calle, este cuerpo se encuentra presidido por una hornacina muy similar a la de San Patricio del cuerpo inferior, que aloja una imagen de la Virgen del Alcázar, antigua patrona de Lorca.
La fachada se remata por un frontón triangular partido, en cuyo tímpano está representado el Espíritu Santo en la forma simbólica del Ave Fénix. En el ápice se erige una monumental escultura del Ángel de la Fama, mientras en los declives aparecen ángeles trompeteros recostados, y sendos Santos, en los extremos.

### Portada delCarrerón

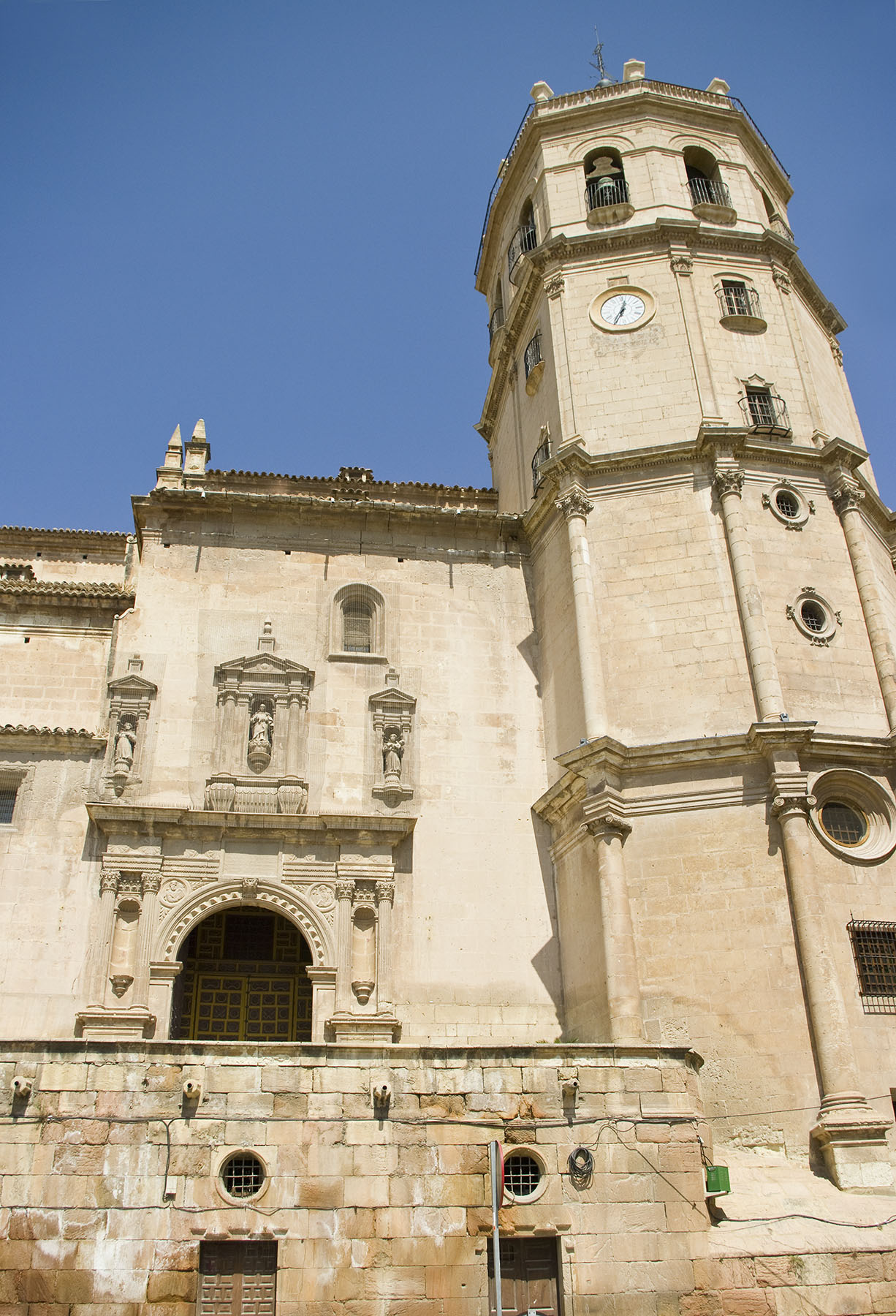
Portada del Carrerón y Torre

Esta portada constituye el acceso meridional a la Colegiata de San Patricio, desde la Plaza de España. Fue construida en torno a 1571, y fue durante muchos años la entrada principal al templo.
Concebida a modo de arco de triunfo, está compuesta por dos cuerpos. El primero de ellos está formado por un arco de medio punto, que constituye en sí mismo el vano de acceso, flanqueado por columnas corintias pareadas, apoyadas sobre un alto pedestal. En los intercolumnios se abren sendas hornacinas vacías. Las columnas sostienen un entablamento clásico que sirve de separación entre ambos cuerpos.
El segundo cuerpo está compuesto por tres nichos, de los que sólo el central está comunicado con el cuerpo inferior. Si bien el central es de mayores dimensiones, los tres nichos están flanqueados por columnas de orden jónico que sostienen un frontón triangular (partido el central). El nicho central presenta una imagen de la Virgen, mientras los laterales presentan sendas imágenes de San Francisco de Asís y San Antonio de Padua.

### Portada del Evangelio
Esta puerta permite el acceso al templo desde la calle Abad de los Arcos. Fue labrada por Lorenzo de Goenaga en la segunda mitad del siglo XVI. Se trata de una obra de estilo renacentista e inspiración herreriana. El vano, sin apenas decoración, se configura a través de un arco de medio punto flaqueado por pilastras que sostienen un frontón partido.

### Torre-campanario
La torre consta de cuatro cuerpos sobre una base poligonal, y está construida enteramente en piedra de sillería. En su construcción se pueden diferenciar dos fases bien diferenciadas. La primera se corresponde con la construcción de los dos primeros cuerpos según proyecto de Jerónimo Quijano en el siglo XVI para alojar la Sacristía; la segunda fase corresponde  a la construcción de los dos últimos cuerpos a partir de 1761 bajo la dirección del maestro arquitecto fray Pedro de San Agustín.
La separación entre los distintos cuerpos se realiza mediante una cornisa corrida. La decoración de estos cuerpos es muy sencilla, pues sus paramentos aparecen mayoritariamente lisos, y la decoración se limita a columnas, pilastras y vanos. Así, en sentido ascendente, encontramos el primer cuerpo en orden jónico, compuesto el segundo, y pilastras en el tercero. El último cuerpo aloja el campanario.

### Salas capitulares

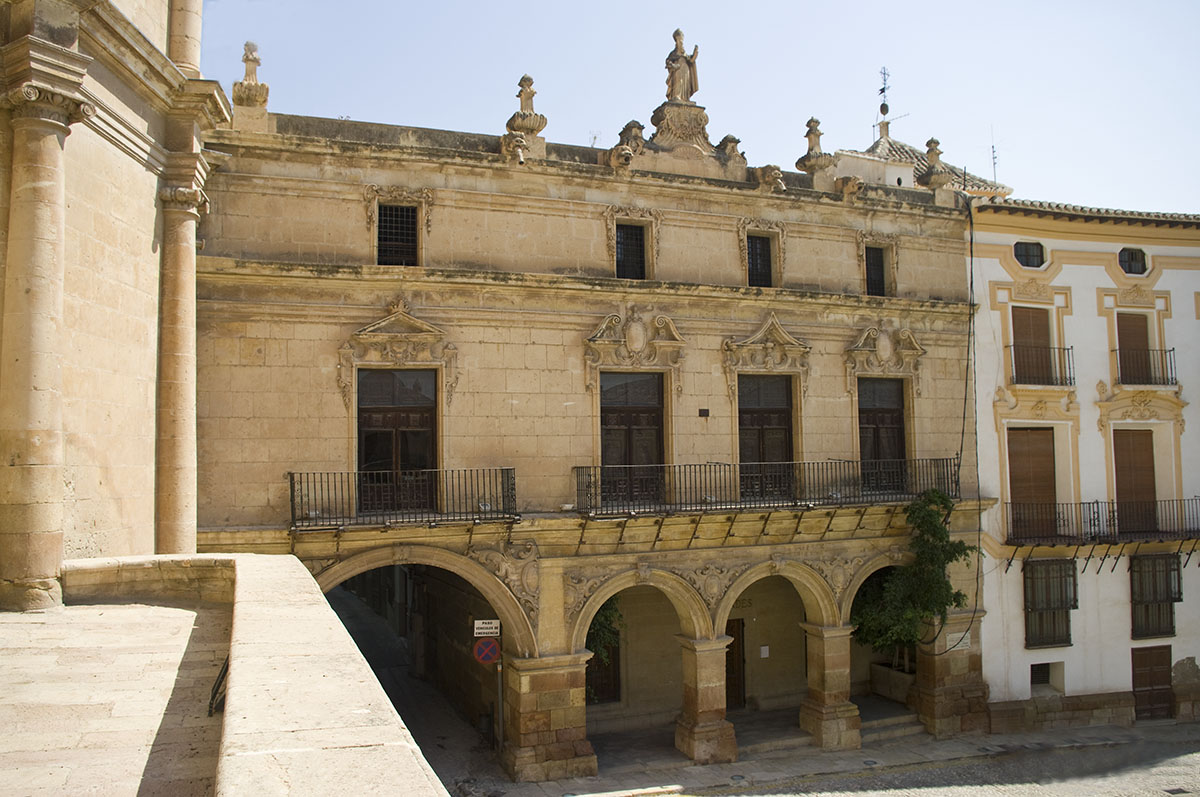
Salas Capitulares

Las Salas Capitulares del Cabildo de la Colegial fueron construidas en 1741 según proyecto de Nicolás de Rueda. El trabajo de cantería fue dirigido por Pedro Bravo Morata, mientras el trabajo escultórico se le encomendó a Juan de Uzeta.
El edificio se articula en tres cuerpos: el primero se compone de una sucesión de arcadas (incluido el arco sobre la calle Cava), el segundo de cuatro balcones en correspondencia con los arcos del porche, y el tercero se compone de cuatro ventanas rectangulares. Coronan el conjunto cuatro gárgolas y pináculos, junto a la escultura de San Patricio situada en el centro sobre un pedestal.